# Węgry (przystanek kolejowy)
Węgry – przystanek osobowy w miejscowości Węgry, w województwie dolnośląskim, w Polsce.

## Ruch pasażerski
| Rok  | Wymiana pasażerska na dobę |
| ---- | -------------------------- |
| 2017 | 50-99                      |
| 2022 | 150-199                    |